# Marvin Gaye (Charlie Puth)
Marvin Gaye is het debuutnummer van de Amerikaanse zanger Charlie Puth, die het schreef samen met singer-songwriter Julie Frost. Puth produceerde de opname zelf en er zijn ook vocalen te horen van Meghan Trainor. De songtekst en de titel verwijzen naar soulzanger Marvin Gaye. Het nummer werd op 10 februari 2015 uitgebracht door Atlantic Records en stond op de eerste plek in onder andere Engeland, Frankrijk, Ierland, Syrië en Nieuw-Zeeland. In Australië stond Marvin Gaye in de top vijf.
De bijhorende videoclip is geregisseerd door Marc Klasfeld en werd uitgebracht op 1 april 2015 via YouTube.

## Tracklijst
| Nr. | Titel                            | Duur |
| --- | -------------------------------- | ---- |
| 1.  | Marvin Gaye (met Meghan Trainor) | 3:10 |

## Hitnoteringen

### Nederlandse Top 40
| Hitnotering: 31-10-2015 t/m 20-02-2016 | Hitnotering: 31-10-2015 t/m 20-02-2016 | Hitnotering: 31-10-2015 t/m 20-02-2016 | Hitnotering: 31-10-2015 t/m 20-02-2016 | Hitnotering: 31-10-2015 t/m 20-02-2016 | Hitnotering: 31-10-2015 t/m 20-02-2016 | Hitnotering: 31-10-2015 t/m 20-02-2016 | Hitnotering: 31-10-2015 t/m 20-02-2016 | Hitnotering: 31-10-2015 t/m 20-02-2016 | Hitnotering: 31-10-2015 t/m 20-02-2016 | Hitnotering: 31-10-2015 t/m 20-02-2016 | Hitnotering: 31-10-2015 t/m 20-02-2016 | Hitnotering: 31-10-2015 t/m 20-02-2016 | Hitnotering: 31-10-2015 t/m 20-02-2016 | Hitnotering: 31-10-2015 t/m 20-02-2016 | Hitnotering: 31-10-2015 t/m 20-02-2016 | Hitnotering: 31-10-2015 t/m 20-02-2016 | Hitnotering: 31-10-2015 t/m 20-02-2016 |
| Week:                                  | 1                                      | 2                                      | 3                                      | 4                                      | 5                                      | 6                                      | 7                                      | 8                                      | 9                                      | 10                                     | 11                                     | 12                                     | 13                                     | 14                                     | 15                                     | 16                                     |                                        |
| -------------------------------------- | -------------------------------------- | -------------------------------------- | -------------------------------------- | -------------------------------------- | -------------------------------------- | -------------------------------------- | -------------------------------------- | -------------------------------------- | -------------------------------------- | -------------------------------------- | -------------------------------------- | -------------------------------------- | -------------------------------------- | -------------------------------------- | -------------------------------------- | -------------------------------------- | -------------------------------------- |
| Positie:                               | 40                                     | 27                                     | 25                                     | 22                                     | 21                                     | 17                                     | 13                                     | 11                                     | 13                                     | 15                                     | 15                                     | 17                                     | 18                                     | 21                                     | 23                                     | 31                                     | uit                                    |

### NederlandseSingle Top 100
| Hitnotering: 05-09-2015 t/m 12-03-2016 | Hitnotering: 05-09-2015 t/m 12-03-2016 | Hitnotering: 05-09-2015 t/m 12-03-2016 | Hitnotering: 05-09-2015 t/m 12-03-2016 | Hitnotering: 05-09-2015 t/m 12-03-2016 | Hitnotering: 05-09-2015 t/m 12-03-2016 | Hitnotering: 05-09-2015 t/m 12-03-2016 | Hitnotering: 05-09-2015 t/m 12-03-2016 | Hitnotering: 05-09-2015 t/m 12-03-2016 | Hitnotering: 05-09-2015 t/m 12-03-2016 | Hitnotering: 05-09-2015 t/m 12-03-2016 | Hitnotering: 05-09-2015 t/m 12-03-2016 | Hitnotering: 05-09-2015 t/m 12-03-2016 | Hitnotering: 05-09-2015 t/m 12-03-2016 | Hitnotering: 05-09-2015 t/m 12-03-2016 | Hitnotering: 05-09-2015 t/m 12-03-2016 | Hitnotering: 05-09-2015 t/m 12-03-2016 | Hitnotering: 05-09-2015 t/m 12-03-2016 | Hitnotering: 05-09-2015 t/m 12-03-2016 | Hitnotering: 05-09-2015 t/m 12-03-2016 | Hitnotering: 05-09-2015 t/m 12-03-2016 | Hitnotering: 05-09-2015 t/m 12-03-2016 | Hitnotering: 05-09-2015 t/m 12-03-2016 | Hitnotering: 05-09-2015 t/m 12-03-2016 | Hitnotering: 05-09-2015 t/m 12-03-2016 | Hitnotering: 05-09-2015 t/m 12-03-2016 | Hitnotering: 05-09-2015 t/m 12-03-2016 | Hitnotering: 05-09-2015 t/m 12-03-2016 | Hitnotering: 05-09-2015 t/m 12-03-2016 | Hitnotering: 05-09-2015 t/m 12-03-2016 |
| Week:                                  | 1                                      | 2                                      | 3                                      | 4                                      | 5                                      | 6                                      | 7                                      | 8                                      | 9                                      | 10                                     | 11                                     | 12                                     | 13                                     | 14                                     | 15                                     | 16                                     | 17                                     | 18                                     | 19                                     | 20                                     | 21                                     | 22                                     | 23                                     | 24                                     | 25                                     | 26                                     | 27                                     | 28                                     |                                        |
| -------------------------------------- | -------------------------------------- | -------------------------------------- | -------------------------------------- | -------------------------------------- | -------------------------------------- | -------------------------------------- | -------------------------------------- | -------------------------------------- | -------------------------------------- | -------------------------------------- | -------------------------------------- | -------------------------------------- | -------------------------------------- | -------------------------------------- | -------------------------------------- | -------------------------------------- | -------------------------------------- | -------------------------------------- | -------------------------------------- | -------------------------------------- | -------------------------------------- | -------------------------------------- | -------------------------------------- | -------------------------------------- | -------------------------------------- | -------------------------------------- | -------------------------------------- | -------------------------------------- | -------------------------------------- |
| Positie:                               | 88                                     | 89                                     | 69                                     | 66                                     | 67                                     | 73                                     | 69                                     | 55                                     | 52                                     | 31                                     | 25                                     | 29                                     | 27                                     | 23                                     | 19                                     | 22                                     | 29                                     | 35                                     | 27                                     | 34                                     | 38                                     | 33                                     | 39                                     | 47                                     | 63                                     | 76                                     | 91                                     | 96                                     | uit                                    |

### 3FM Mega Top 50
| Hitnotering: 07-11-2015 t/m 13-02-2016 | Hitnotering: 07-11-2015 t/m 13-02-2016 | Hitnotering: 07-11-2015 t/m 13-02-2016 | Hitnotering: 07-11-2015 t/m 13-02-2016 | Hitnotering: 07-11-2015 t/m 13-02-2016 | Hitnotering: 07-11-2015 t/m 13-02-2016 | Hitnotering: 07-11-2015 t/m 13-02-2016 | Hitnotering: 07-11-2015 t/m 13-02-2016 | Hitnotering: 07-11-2015 t/m 13-02-2016 | Hitnotering: 07-11-2015 t/m 13-02-2016 | Hitnotering: 07-11-2015 t/m 13-02-2016 | Hitnotering: 07-11-2015 t/m 13-02-2016 | Hitnotering: 07-11-2015 t/m 13-02-2016 | Hitnotering: 07-11-2015 t/m 13-02-2016 | Hitnotering: 07-11-2015 t/m 13-02-2016 | Hitnotering: 07-11-2015 t/m 13-02-2016 | Hitnotering: 07-11-2015 t/m 13-02-2016 |
| Week:                                  | 1                                      | 2                                      | 3                                      | 4                                      | 5                                      | 6                                      | 7                                      | 8                                      | 9                                      | 10                                     | 11                                     | 12                                     | 13                                     | 14                                     | 15                                     |                                        |
| -------------------------------------- | -------------------------------------- | -------------------------------------- | -------------------------------------- | -------------------------------------- | -------------------------------------- | -------------------------------------- | -------------------------------------- | -------------------------------------- | -------------------------------------- | -------------------------------------- | -------------------------------------- | -------------------------------------- | -------------------------------------- | -------------------------------------- | -------------------------------------- | -------------------------------------- |
| Positie:                               | 39                                     | 30                                     | 21                                     | 19                                     | 18                                     | 20                                     | 18                                     | 15                                     | 20                                     | 17                                     | 24                                     | 36                                     | 36                                     | 36                                     | 41                                     | uit                                    |